# Cyklická křivka
Cyklická křivka (trochoida) je definována jako množina bodů roviny, kterými prochází body křivky h (tzv. tvořicí křivky nebo hybné polodie), která se valí (kotálí) po pevné křivce p (tzv. základní křivce nebo pevné polodii). Vzniklá křivka bývá také označována jako kotálnice.

## Polodie
Pevná polodie je geometrické místo bodů, které jsou okamžitými středy otáčení pro příslušné polohy pohybu. Hybná polodie je geometrickým místem bodů, které se během pohybu stanou okamžitými středy otáčení. Obě polodie se vždy dotýkají, a to v bodě, které je okamžitým středem otáčení.
Normála v bodě kotálnice prochází okamžitým bodem otáčení.

## Příklady
Mezi cyklické křivky lze zařadit:
- cykloidy - kružnice valící se po přímce
- evolventy - přímka valící se po kružnici
- epicykloidy - kružnice kotálející se svou vnější stranou po vnější straně pevné kružnice
- hypocykloidy - kružnice kotálející se svou vnější stranou po vnitřní straně pevné kružnice
- pericykloidy - kružnice kotálející se svou vnitřní stranou po vnější straně pevné kružnice

Mezi cyklické křivky patří také např. evolventa kružnice.